# Gregorius Banckaert
Gregorius Banckaert (Brugge, 9 augustus 1801 -  Sint-Truiden, 22 februari 1868) was de derde generaal-overste van de Broeders van Liefde.

## Levensloop
Gregorius Banckaert was de zoon van Frans Banckaert en Maria Dobbelaere. Hij trad als Franciscus Banckaert in de congregatie in 1830 en sprak zijn eeuwige geloften uit op 20 augustus 1832. Hij bracht een hele loopbaan door in dienst van de blinde en doofstomme kinderen die school liepen in het Koninklijk Instituut van de Broeders in Sint-Lambrechts-Woluwe. Vanaf 1850 was hij er de directeur van.
Zijn verkiezing tot generaal-overste vond plaats in moeilijke omstandigheden. De bisschop van Gent had nieuwe regels opgelegd (zie lemma Aloysius Bourgois) die bij de broeders niet gunstig waren onthaald. De broeders van het klooster van het Strop hadden een petitie ingediend tegen de wijzigingen aan de constituties en broeder-directeur van het Guislaininstituut en zijn secretaris hadden bezwaren ingediend, met als gevolg dat hen als straf werd verboden aan de verkiezing deel te nemen.
Het grootste bezwaar bij de broeders was enerzijds dat het grootste aantal van hen niet meer aan de verkiezing mocht deelnemen en dat het onmogelijk werd gemaakt de populaire generaal-overste Bourgois te herkiezen.
Toen bisschop Delebecque de verkiezing kwam voorzitten, gaven de 24 stemgerechtigde broeders uiting aan hun ongenoegen door verschillende stemmingen te houden alvorens een meerderheid te bereiken.

## Generaal-overste
Gregorius, die uiteindelijk werd verkozen, besefte dat hij tegen de zin van zijn medebroeders aan het hoofd van de congregatie kwam te staan. Hij liet beleefd maar beslist aanvoelen dat hij de inmenging van de bisschop niet op prijs stelde, door zijn voorganger als zijn naaste raadsman en medewerker aan te duiden. Hij maakte duidelijk dat hij zich maar als een tijdelijke plaatsvervanger beschouwde en liet Banckaert verder op de hoofdzetel resideren, terwijl hij zelf in het Strop zijn intrek nam. Hij liet een aantal zaken ook verder uitsluitend door Banckaert behandelen.
Met de ondersteuning van Banckaert en andere medebroeders kon hij zich verzetten tegen de machtsgreep die geestelijk directeur De Cock namens de bisschop moest doorvoeren. De strenge en bemoeizuchtige De Cock begreep weldra dat hij de strijd verloren had en na enkele maanden nam hij ontslag. Tot groot genoegen van de broeders werd kanunnik De Decker opnieuw geestelijke directeur. Met hem en met zijn adjunct en opvolger Th. De Groote hadden de Broeders van Liefde geen enkel probleem.

## Eerste buitenlandse vestiging
Gregorius en Banckaert stonden plots wel voor een moeilijk probleem dat door De Decker was veroorzaakt. Die had immers, zonder voorafgaande bespreking, aan de bisschop van Montreal beloofd dat enkele broeders zouden gestuurd worden voor een nieuwe stichting in zijn bisdom. Ze voelden zich verplicht die eenzijdige belofte te honoreren, maar het was niet van harte. Zo kwam de eerste nederzetting in het buitenland per toeval, zonder gepland te zijn, tot stand.
Na een termijn van drie jaar, was Banckaert blij plaats te kunnen ruimen voor een triomfantelijke terugkeer van Aloysius Bourgois.